# فيليا دي إبرو
بلدية فيليا دي إبرو (بالإسبانية: Velilla de Ebro) هي بلدية تقع في مقاطعة سرقسطة التابعة لمنطقة أراغون شمال شرق إسبانيا.

## الديموغرافيا
بلغ عدد سكان بلدية فيليا دي إبرو 245 نسمة عام 2011 (وفقاً للمعهد الوطني الإسباني للإحصاء).
| 290 | 278 | 241 | 255 | 248 | 261 | 245 |